# Department of Eagles
Department of Eagles är en amerikansk indierockduo från New York. Bandet består av Daniel Rossen och Fred Nicolaus. Rossen är också medlem i bandet Grizzly Bear.

## Diskografi
Studioalbum
- 2003 - The Whitey on the Moon UK / The Cold Nose
- 2008 - In Ear Park

EP
- 2002 - Mo' 'Tussin EP
- 2003 - The Noam Chomsky Spring Break EP
- 2006 - A Johnny Glaze Christmas: Classical Snatches and Samples a Go-Go 2003-2005

Singlar
- 2008 - No One Does It Like You / Too Little Too Late

Samlingsalbum
- 2010 - Archive 2003-2006